# 林炳瓚
林 炳瓚（りん へいさん、イム・ビョンチャン、임병찬、1851年2月5日 -  1916年5月23日）は、李氏朝鮮末期の義兵の長。本貫は平沢林氏、雅名は遯軒。

## 生涯
全羅北道沃溝郡で生まれ、漢学を勉強した。1883年の湖南地方の凶年時に大金を喜捨して救恤するなど同地域で尊敬を集める儒者として活動した。楽安(現順天市楽安邑)郡守も務めたが、官職より学問と教育に志を抱いて、故郷の回文山隣近で弟子を育てるのに専念した。
1905年に第二次日韓協約が強制締結されると、斥和派である儒林の間では義兵運動を起こそうとする動きが高まった。京畿道の崔益磯が湖南に下って井邑市で義兵準備時に合流し、その年6月4日の井邑の井邑武城書院で挙兵した。
数日間で隣近の村を順に占領したが、淳昌郡で官軍の攻撃を受けて敗退し、崔益磯と林炳瓚など指導部が日本軍に逮捕され、対馬島に監禁されてから1907年釈放された。高齢の崔益磯は対馬島で死亡した。
1910年の日韓併合条約締結後、高宗は密使を送り大韓独立義軍府構成を命じて義兵抗争を督励した。1912年と1913年重ねて湖南地方を担当する全羅南北道鎮撫大将に任命するという密使を受けてこれを受け入れた。
ソウルと湖南を行き来して、全国的な規模の独立義軍部組織を結成し、1914年5月に実行日を決めて独立を宣言する計画を立てた。しかし、独立義軍部の김창식が日本警察に逮捕され、指導部が連鎖逮捕して計画は実行に移されず、組織は瓦解した。この時逮捕され巨文島に流刑となり、流配地で断食して死亡した。
1962年に建国勲章独立章が追贈された。独立義軍部に参加した息子林応喆や孫임수명、崔益磯との初挙兵の時同参した弟林炳大も李堈亡命を企てた大同団に参加して建国勲章を受勲した独立活動家である。

## 参考サイト
- 大韓民国国家報勲処, 이 달의 독립 운동가 상세자료 - 임병찬, 1994년
- 정읍시청, 임병찬창의유적지